# Poultney Bigelow

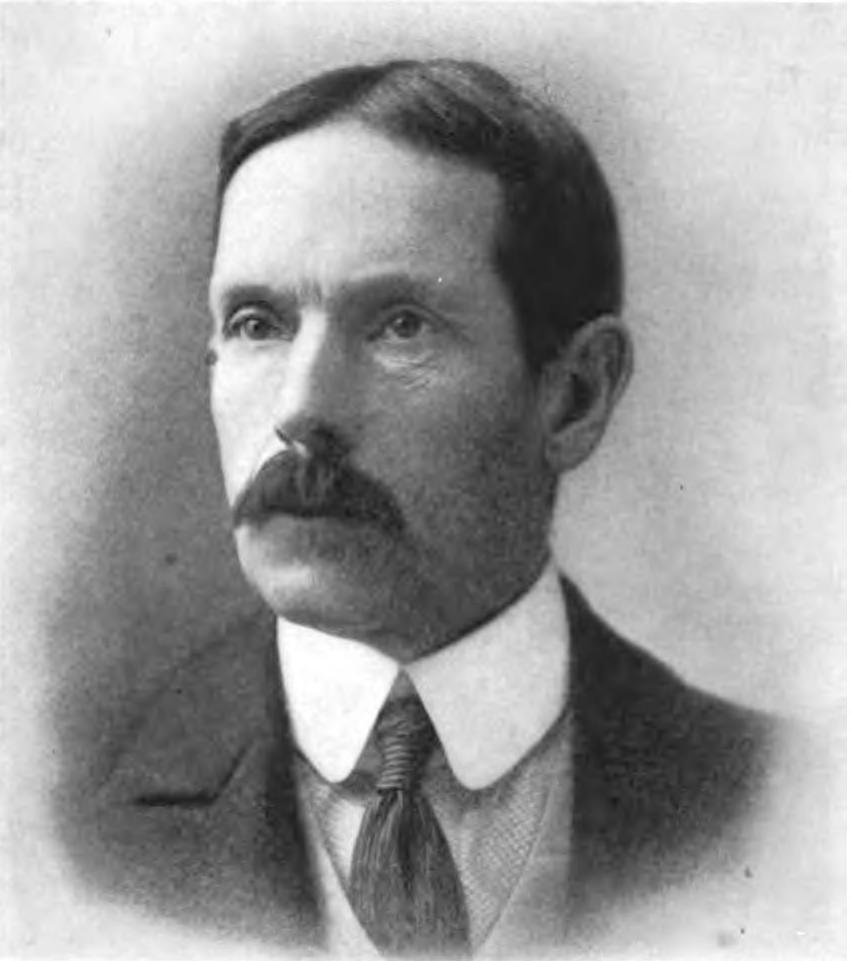
Poultney Bigelow als Yale-Absolvent 1879

Poultney Bigelow (* 10. September 1855 in New York City; † 28. Mai 1954 in Saugerties, New York) war ein amerikanischer Journalist mit engen Kontakten zu Deutschland.

## Leben
Poultney war Sohn der „Gesellschaftsdame“ Jane Tunis Poultney (1829–1889) und dem Politiker John Bigelow. Als US-Präsident Abraham Lincoln den Vater zum Botschafter in Paris ernannte, war der Sohn drei Jahre alt und lernte Französisch. 1870, mit 15 Jahren, ging er mit dem Vater nach Potsdam und dort in die Schule. In Potsdam lernte er zwei Brüder kennen, die später berühmt wurden: Prinz Heinrich, den späteren Großadmiral Heinrich von Preußen; und Prinz Wilhelm, den späteren Kaiser Wilhelm II. Die jungen Männer spielten, inspiriert von Bigelows Erzählungen aus seinen Abenteuerromanen, Indianer und Cowboys. Mit beiden unterhielt Bigelow eine jahrzehntelange Freundschaft. Zwischen ihm und dem deutschen Kaiser kam es 1896 wegen der Krüger-Depesche und wegen Bigelows Buch über die deutsche Geschichte für einige Jahre zum Zerwürfnis. Den Kaiser besuchte er noch in dessen Exil nach dem Ersten Weltkrieg in den Niederlanden.
1873 begann Poultney Bigelow, in Yale Jura zu studieren. Mit einer Unterbrechung aus gesundheitlichen Gründen (er unternahm eine Schiffsreise nach Japan) machte er dort 1879 seinen Abschluss. Er praktizierte nur kurz als Rechtsanwalt und wandte sich ab 1880 dem Reisen und Schreiben zu. Sein journalistisches Œuvre war massiv. Bigelow verlegte seinen Lebensmittelpunkt nach London, wo er Korrespondent für mehrere amerikanische Zeitungen sowie die Londoner Times wurde. Er hatte mit vielen Persönlichkeiten seiner Zeit regen Briefkontakt, etwa mit dem Romanautor Mark Twain, dem Feministen Israel Zangwill und dem irischen Nationalisten Roger Casement. Seine elf Bücher waren Analysen deutscher Reichspolitik, britischer und japanischer Kolonialpolitik; sie handelten von der Abgrenzung Chinas und der Dominanz des „Weißen Manns“ in Afrika; außerdem entstand eine zweibändige Autobiografie. Bigelow gründete 1885 die vermutlich erste amerikanische Zeitschrift für den Amateursport: Outing. 1892 erschien sein Buch „Paddles and Politics – Down the Danube“, für das er die Donau von Quelle bis Mündung mit einem Paddelboot durchwanderte.
Anfang des 20. Jahrhunderts publizierte Bigelow zunehmend Artikel provokanter Natur, denen häufig die Grundlage fehlte. So lieferte er sich 1906 einen Streit mit dem Umweltingenieur Rudolph Hering über die Kanalsysteme und Kläranlagen am Hudson River: Bigelow hielt das New Yorker System für „armselig“ im Verhältnis zu dem Berlins. Hering argumentierte mit wissenschaftlichen Fakten dagegen, für die Bigelow nicht zugänglich war, etwa dass sich die Spree nicht mit dem Hudson vergleichen ließe – schon allein wegen dessen enormen Wassermengen. 1907 zog er den Zorn des US-Präsidenten Theodor Roosevelt auf sich, weil er Details des Baus des Panamakanals kritisierte und Roosevelt und seinen Kriegsminister Taft persönlich angriff. In den 1920er Jahren sympathisierte er kurz mit den aufsteigenden faschistischen Diktatoren Hitler und Mussolini, distanzierte sich jedoch bald, wegen deren aggressiver Machtpolitik. Seine 1925 erschienene Autobiografie „Seventy Summers“ [sinngemäß: Siebzig Sommer im Ausland] galt als amüsant zu lesen, war aber voller Tatsachenfälschungen.
Mit 74 Jahren schrieb er: „Es ist die Hölle, so lang zu leben“. Er kam 98-jährig ins Glenn Dale-Sanatorium für Tuberkulose und starb im Krankenhaus von Saugerties (in der Nähe von Woodstock) im Bundesstaat New York. Die New York Times betitelte ihren Nachruf so: „Journalist, ältester Yale Alumnus, Autor und Weltreisender, ein lebenslanger Freund von Kaiser Wilhelm II., Ansichten, die Kontroversen auslösten.“